# Efecto suelo
Se denomina efecto suelo  al fenómeno aerodinámico que sucede cuando un cuerpo, con una diferencia de presiones entre la zona que hay por encima de él y la que hay por debajo, está muy cerca de la superficie terrestre, lo que provoca unas alteraciones en el flujo de aire que pueden aprovecharse en diversos campos.
El efecto suelo se explica por las leyes de la dinámica de fluidos: el poder del flujo de energía es su velocidad (contribución cinética) y su propia presión. A menos disipaciones, la suma de estos dos términos de energía permanece constante y por lo tanto es posible convertir la presión en velocidad y viceversa.

## El efecto suelo en aeronáutica

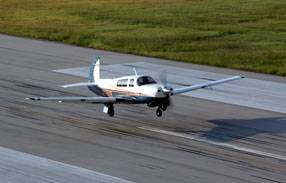
Los aviones se ven afectados por el efecto suelo cuando se encuentran a una altura menor de 1/4 de la extensión de su ala sobre el nivel del suelo.

Ciertos tipos de aeronaves vuelan gracias, entre otras cosas, a la creación de una zona de baja presión por encima de las alas y otra de alta presión por debajo de las alas. Cuando están lo suficientemente cerca del suelo, el aire que hay por debajo de ellas es presurizado contra el suelo, provocando que en esa zona de alta presión la presión aumente todavía más, lo que a su vez conlleva un incremento de la sustentación.
Esto permite que los helicópteros y los convertiplanos despeguen con más carga y necesiten menos potencia para mantenerse en vuelo estacionario cerca del suelo. Además, es uno de los fundamentos más importantes para el vuelo de los ekranoplanos ('Ramwing' en inglés).

## El efecto suelo en automovilismo

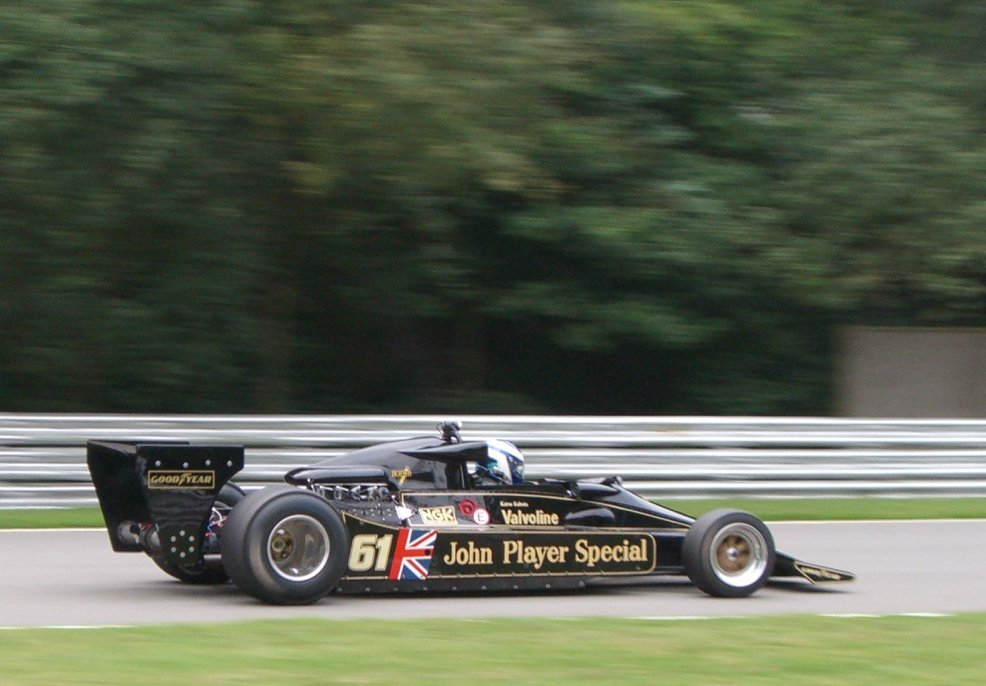
Lotus 78 con faldones y difusor para crear efecto suelo.

En el automovilismo se busca, al contrario que en aeronáutica, crear una zona de alta presión por encima del vehículo y una de baja presión por debajo. La diferencia de presiones provoca una succión que "aplasta" al vehículo contra el suelo (Downforce), mejorando el agarre, lo que se traduce en la posibilidad de trazar curvas a mayor velocidad.
En los vehículos diseñados con estos criterios, la parte inferior, el cuerpo del vehículo, y a veces incluso los flujos internos (aire de refrigeración, gases de escape, etc..), están diseñados para que el coche en su conjunto se comporte como un ala invertida. En esta perspectiva, la parte inferior del coche asume el papel de la parte superior del ala y esta geometría puede apreciarse incluso en los coches deportivos de serie.
A menudo, la aplicación del efecto suelo en coches se relaciona con los monoplazas de Fórmula 1 que corrieron entre la segunda mitad de los setenta y 1982, a pesar de que fue diseñado antes para coches GT en el Campeonato CanAm, exactamente el Chaparral (número de serie 2).